# Anton Bernhard Fürstenau

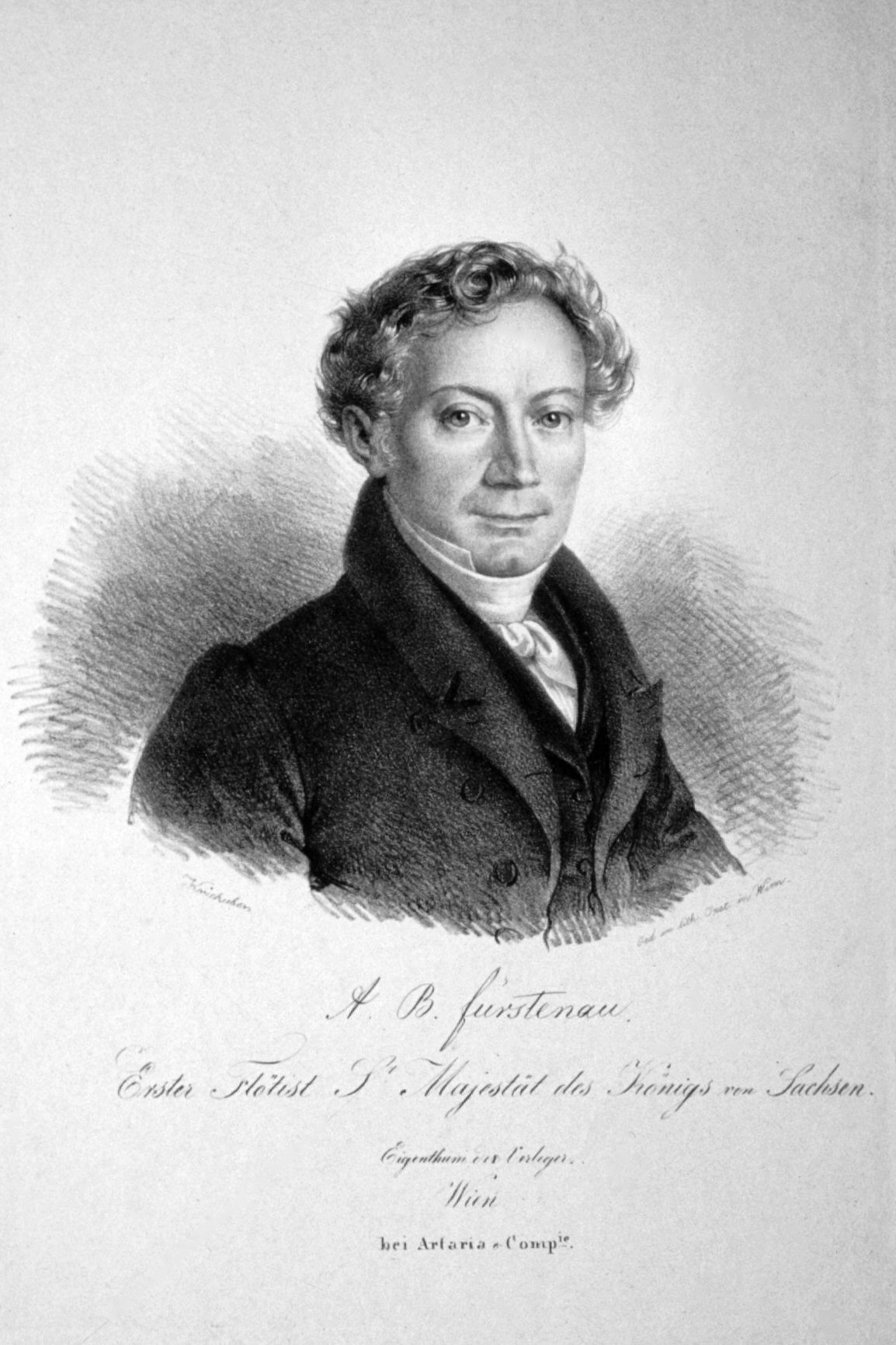
Anton Bernhard Fürstenau, Lithographie von Josef Kriehuber, um 1830

Anton Bernhard Fürstenau (* 20. Oktober 1792 in Münster; † 18. November 1852 in Dresden) war ein deutscher Musiker. Er war einer der herausragendsten deutschen Flötisten der ersten Hälfte des 19. Jahrhunderts, außerdem ein Komponist und zuletzt königlich sächsischer Kammermusiker in Dresden.

## Leben
Anton Bernhard Fürstenau erhielt von seinem Vater, dem Flötisten und Komponisten Kaspar Fürstenau (1772–1819), ersten Flötenunterricht. Bereits als Siebenjähriger trat er erstmals öffentlich auf und wurde mit 12 Jahren Mitglied der Oldenburgischen Hofkapelle. Gemeinsame Konzertreisen mit seinem Vater führten u. a. nach Berlin, München, Kopenhagen, St. Petersburg, Wien und 1815 nach Prag, wo er Carl Maria von Weber kennenlernte, mit dem er bis zu dessen Tod freundschaftlich verbunden war.
1817 wurde Anton Bernhard Fürstenau Mitglied des Städtischen Orchesters in Frankfurt am Main, wo er auch Kompositionsunterricht nahm. 1819 wechselte er als Erster Flötist zum Hoforchester in Dresden (das von C. M. v. Weber geleitet wurde). Daneben unternahm er weiterhin Konzertreisen, so auch 1826 gemeinsam mit dem bereits schwerkranken Weber nach London, der dort verstarb. In Dresden war er Mitglied der Freimaurerloge Zum goldenen Apfel.
Zu den zahlreichen Schülern Fürstenaus gehörte sein Sohn Moritz Fürstenau (1824–1889), den er später auch nach München zu Theobald Böhm schickte. Dessen technischen Weiterentwicklungen der Querflöte stand er allerdings zeitlebens skeptisch gegenüber.

## Werk
Fürstenau komponierte und arrangierte zahlreiche Werke, hauptsächlich für sein Instrument. Darunter sind 12 Solokonzerte und zwei Konzerte für zwei Flöten sowie Duette, Trios, ein Quartett für vier Flöten und Kompositionen für Flöte und Klavier. Seine Etüdenwerke finden bis heute Verwendung im Unterricht.
Seine Musik orientiert sich an der seiner Zeitgenossen, insbesondere Carl Maria von Weber. Sein 8. Flötenkonzert „in Form einer Gesangsszene“ op. 84 von 1830 ist formal stark an das 14 Jahre früher entstandene 8. Violinkonzert „in modo d'una scena cantante“ von Louis Spohr angelehnt.
Werke (Auswahl):
- Serenade für Flöte, Basson (Fagott), Alt und Gitarre, op. 9–11 und 18
- Trio für 2 Flöten und Gitarre

## Schriften
- Die Kunst des Flötenspiels in theoretisch-practischer Beziehung op. 138. Leipzig o. J.  [1843/44].  Nachdruck mit einem Vorwort von Nikolaus Delius. (The Flute Library. Hg. von Rien de Reede. Bd. 8.) Buren 1991.

## Dokumente
Briefe von Anton Bernhard Fürstenau befinden sich im Bestand des Leipziger Musikverlages C. F. Peters im Staatsarchiv Leipzig.